# アンドレア・デュラン
アンドレア・デュラン（Andrea Duran、1984年4月12日 - ）は、アメリカ合衆国カリフォルニア州セルマ出身の女子ソフトボール選手（三塁手・外野手）。右投右打。アンドレア・ダランと表記される場合もある。
2006年と2007年のワールドカップ・オブ・ソフトボールに出場し金メダルを獲得。2008年の北京オリンピックでは主に6番サードで出場し、銀メダルを獲得した。